# Santa Fe del Paraná
Santa Fe del Paraná é um distrito do Paraguai localizado no departamento do Alto Paraná. Santa Fe del Paraná é a mais recente cidade a ser criada no departamento de Alto Paraná, sua fundação foi no dia 11 de julho de 2003. A cidade está localizada a 45 km da capital do departamento, Ciudad del Este.

## Transporte
O município de Santa Fe del Paraná é servido pela seguinte rodovia:
- Supercarretera Itaipu que liga Ciudad del Este à Ruta 10 no Departamento de Canindeyú, por um acesso a Hernandarias [3][4][5]